# Olga Ativi
Olga Ativi (de son nom de jeune fille Točko) est une ancienne joueuse lettonne de volley-ball née le 1er juillet 1982 à Preiļi. Elle mesure 1,90 m et jouait au poste de réceptionneuse-attaquante. Elle a terminé sa carrière en mai 2014

## Clubs
| Club                   | De        | À         |
| ---------------------- | --------- | --------- |
| Ķīmiķis Daugavpils     | 1995-1996 | 2000-2001 |
| RC Villebon 91         | 2001-2002 | 2003-2004 |
| Racing Club de Cannes  | 2004-2005 | 2006-2007 |
| VBC Voléro Zurich      | 2007-2008 | 2007-2008 |
| Panathinaikos Athènes  | 2008-2009 | 2008-2009 |
| CSU Metal Galați       | 2009-2010 | 2009-2010 |
| Rabita Bakou           | 2010-2011 | 2010-2011 |
| Severstal Tcherepovets | 2011-2012 | 2011-2012 |
| CS Dinamo Bucureşti    | 2013-2014 | 2013-2014 |

## Palmarès
- Championnat de France (3)[4]
  - Vainqueur : 2005, 2006, 2007
- Coupe de France (3) [4]
  - Vainqueur : 2005, 2006, 2007
- Championnat de Roumanie[4]
  - Vainqueur : 2010.
  - Finaliste : 2014.
- Championnat d'Azerbaïdjan[4]
  - Vainqueur : 2011.
- Ligue des champions[4]
  - Finaliste : 2011.
- Coupe de Roumanie[4]
  - Finaliste : 2014.